# آسمانی گچ‌دوست
آسمانی گچ‌دوست (نام علمی:  Anabasis calcarea) نام یک گونه از سرده آسمانی است. جنس یا سردهٔ آسمانی در ایران ۸ گونه گیاه علفی یک ساله و چند ساله دارد. آسمانی گچ‌دوست یکی از ۸ گونهٔ موجود در ایران است.